# Storia della medicina in Italia
La storia della medicina in Italia può essere fatta risalire ai tempi della colonizzazione greca in Italia (dall'VIII alla metà del II secolo a.C.). In questo periodo, infatti, nascono nella Magna Grecia diverse scuole mediche (come la Scuola di Crotone).
Successivamente gli Etruschi perfezionano numerose tecniche mediche importate dalle altre civiltà mediterranee. Ma è con lo sviluppo della civiltà romana che la medicina viene sempre più perfezionata, arricchita con nuove tecnologie e diffusa nelle varie parti dell'Impero. Durante il Medioevo la Scuola Medica Salernitana è considerata la più prestigiosa scuola medica europea. A partire dal XIII secolo, con l'istituzione delle Università, la conoscenza medica si diffonde e si perfeziona in molte altre zone d'Italia e d'Europa. A partire dal XVII secolo, poi, grazie alle grandi scoperte e teorie formulate da personaggi come Galileo Galilei, il pensiero scientifico, e di conseguenza anche l'approccio medico, cambia radicalmente e con esso cambiano anche le terapie. Il XVII ed il XVIII secolo sono periodi in cui le tecniche mediche continuano a progredire fino al XIX secolo, periodo importante per le numerose scoperte in ambito medico (con i contributi di ricercatori come Luigi Galvani e Alessandro Volta). Oggi l'Italia è uno dei paesi all'avanguardia in campo medico, con numerosi istituti pubblici e privati specializzati nell'invenzione di nuovi farmaci e tecniche mediche sempre meno invasive nei confronti del paziente.

## La medicina nella Magna Grecia
Sviluppatasi prima nella Magna Grecia e poi in tutta la Grecia, durante questo periodo si acquisiscono nuove ed importanti conoscenze in ambito medico; si assiste inoltre alla laicizzazione della medicina. Anche nella Magna Grecia vengono aperte scuole mediche (come ad esempio quella di Crotone). Importanti medici furono Alcmeone di Crotone, Filolao di Taranto ed Empedocle di Agrigento.

## La medicina medievale

Mondino dei Liuzzi, Anathomia, 1541

Grande importanza assunse nel medioevo la Scuola medica salernitana.
Secondo Bynum le prime dissezioni furono effettuate da Mondino dei Liuzzi a Bologna nel 1315, a Lerida in Spagna nel 1391 e a Vienna nel 1414. Comunque fino al XVI secolo a dissezione non divenne uno standard.

## La medicina negli anni dell'Unità

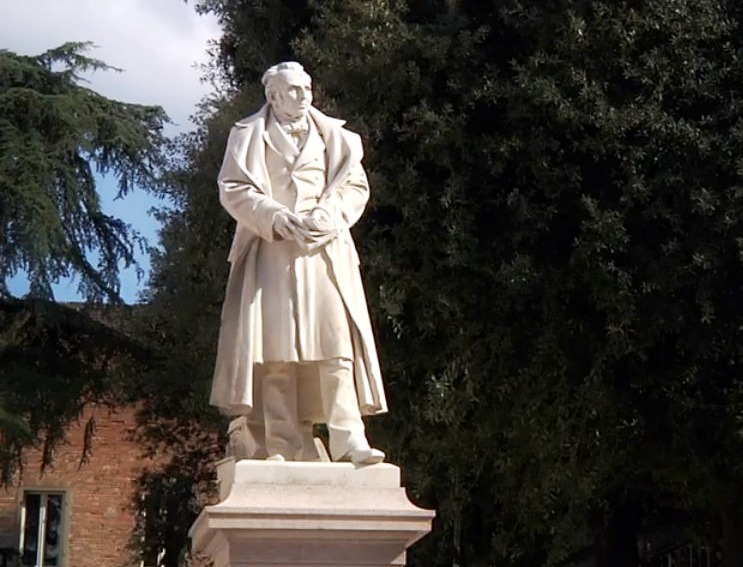
Maurizio Bufalini, esponente della medicina italiana dell'800

### Da un'arretratezza culturale...
La medicina italiana nella prima metà dell'Ottocento attraversa una fase di stallo rispetto al clima di innovazione e progresso che si respira nel resto d'Europa.  Periodo di rivoluzioni, che, in particolar modo, vedranno protagonista l'Italia, ma non gli scienziati italiani che vedono spegnere qualsiasi loro idea progressista. Le nuove idee scientifiche ristagnano in quelle riunioni denominate Congressi degli scienziati italiani, che si svolgono tra la fine degli anni '30 fino alla vigilia del '48, dove si discutono materiali, temi e proposte che vanno nella direzione di un possibile profilo unitario nazionale.
Lo sviluppo della rete ferroviaria, la meccanizzazione e modernizzazione dell'agricoltura, l'ordinamento delle ricerche applicate, l'organizzazione sanitaria e assistenziale sono alcune delle questioni che vengono affrontate e che contribuiscono a creare un primo confronto tra intellettuali, tecnici e operatori degli Stati italiani.
Complessivamente si tengono nove congressi: Pisa, (1839); Torino (1840); Firenze (1841); Padova (1842); Lucca (1843); Milano (1844); Napoli (1845); Genova (1846); Venezia (1847). Dei primi sette si hanno i resoconti dettagliati, dell'ottavo si ha solo la cronaca sintetica delle sedute. Tali congressi ebbero più un significato politico che scientifico. Tra le questioni prettamente sanitarie si dibatté se aumentare i soccorsi a domicilio e diminuire gli infermi in ospedale, oppure potenziare i grandi ospedali che l'Italia possedeva, si dichiarò inammissibile il metodo terapeutico dell'omiopatia di Samuel Hahnemann, ma si mantenne in sospeso la questione di Gall e della sua frenologia, tra chi la considerava una scienza soggetta ad enormi sviluppi e chi la considerava una teoria materialistica profanatrice dell'anima. Essi però non sembrano, nel complesso, creare una politica della salute, e non sentono l'esigenza di una rifondazione delle pratiche o teorie professate nelle varie scuole. Ne sa qualcosa Filippo Pacini che nel primo congresso scientifico italiano del 1839, avanzò delle ipotesi sui corpuscoli di senso, ma la mancanza di un approccio istologico che già oltralpe prevedeva lo studio dei tessuti nelle minime parti, portò il mondo scientifico italiano a non ritenerli veri organi.Ulteriore cause dell'arretratezza italiana fu l'inimicizia tra i governi della penisola che ostacolano la libera circolazione di idee e l'intolleranza verso nuove correnti di pensiero che possano interferire nel campo delle questioni politiche. Esempio di ciò è Carlo Matteucci, suddito pontificio, il quale nell'opera Sopra gli elementi del progresso della scienza dell'organismo, porta a conoscenza di tutte le scoperte della fisiologia degli ultimi anni, degli elementi di anatomia microscopica e dello studio delle alterazioni morbose avvenute nella sostanza degli organi, ed il rapporto di queste con le loro funzioni. Nel Saggio sul metodo razionale scientifico Matteucci elogia l'opera di Bell, François Magendie, e dell'italiano Luigi Rolando per gli studi sulle funzioni del cervello e dei nervi.  Luigi Rolando fu un professore di anatomia presso l'università di Torino, voce inascoltata in Italia, studioso Della struttura degli emisferi cerebrali, appoggiava le allora ritenute scandalose idee di Franz Joseph Gall sulla presenza di localizzatori cerebrali di funzioni psichiche superiori.  Non solo non potrà partecipare al primo congresso italiano degli scienziati, poiché per il governo di Papa Gregorio XVI tali circoli erano conventicole liberalesche di cospiratori, ma inoltre il suo libro sarà marchiato da censura proprio per aver sostenuto tali teorie.  Un'Italia che si oppone all'invasione della fisiopatologia franco-tedesca e rimane chiusa in una cultura asfittica e nell'ambito di uno spiritualismo religioso nega la democrazia delle cellule. Il biologo Giovanni Battista Grassi dirà:
(Da I progressi della biologia e delle sue applicazioni pratiche, conseguite in Italia negli ultimo cinquantennio)
 Anche per la deficienza in ambito di strutture, laboratori, cliniche grandiose. Condizionamenti ideologici e arretratezze strutturali sono il vero ostacolo per una fisiologizzazione della medicina che tarda ad arrivare ed una maturità anatomo- clinica non ancora raggiunta se non in rari casi, come nell'operato di Pinali che si occupa di stetoscopia a Padova e Maggiorani ancor prima di lui nell'ospedale San Giovanni a Roma.  Anche nelle università si assiste ad uno studio cattedratico, a Roma si parla di anatomia senza cadaveri e ostetricia senza donne, a Pavia di una cattedra di fisiologia speculativa. L'Europa si avvia dunque al definitivo passaggio della medicina da quella descrittiva e osservativa a quella sperimentale . Si passa dall'ospedale al laboratorio , dall'uomo malato all'esperimento sull'animale, dal mezzo terapeutico su base galenica al principio attivo, isolato dalla chimica. Solo Pavia sembra lentamente aprirsi ad un clima nuovo, Eusebio Oehl fonda un laboratorio di fisiologia, da Pavia Tommasi rivolge a tutti l'editoriale della rivista il Morgagni al grido di fisiologia sperimentale.  Rare le personalità di spicco che si indirizzano verso questo nuovo orientamento.
Primo vero esponente innovatore della scienza italiana, Maurizio Bufalini, clinico medico a Firenze, faceva finissima anatomia , osservando e palpando il malato. Nell'opera Saggio sulla dottrina della vita, enuncia la teoria del misto organico visto come aggregazione di parti solide ed umorali,lui stesso dirà: 
(Saggio sulla dottrina della vita)
 Per lui infatti non vi era differenza tra la comune materia e la materia di cui si compone il soggetto se non per una  proporzione di misto che chiamiamo organizzazione, resterà sempre fedele al suo misto organico anche se la scienza medica si è venuta perfezionando ed ingrandendo, la vecchia patologia del Bufalini è altra cosa rispetto a ciò che oltralpe era divenuto una scienza pluridisciplinare che assomma conoscenza di citologia, istologia e microbiologia, tuttavia però getto le basi per una nuova comprensione di essa in Italia. Nei centri più importanti per la medicina italiana troviamo altri esempi di innovazione ed apertura, a Pisa Francesco Puccinotti che si considera il fondatore di una scuola jatrofilosofica che si dimena tra un programma innovativo –conservatore e che propose che la fisiologia diventasse  cattedra esperimentale , cessando le congetture sulla vita, sulla morte, sulla generazione, a Napoli Salvatore Tommasi che dichiara ormai superato l'ippocratismo. Solo con la legge Casati del 1859, 13 novembre, ci fu un'apertura verso la scienza europea; infatti grande novità fu l'avvento di professori che furono chiamati a sostituire i vecchi inetti elementi. Sarà Francesco De Sanctis, ministro di Bettino Ricasoli a mandare a Torino Jakob Moleschott, a Firenze Moritz Schiff, l'anatomo-patologo Otto Von Schron a Napoli, Giuseppe Albini già assistente a Vienna e Cantani, laureatosi a Praga

### ...ad una professionale

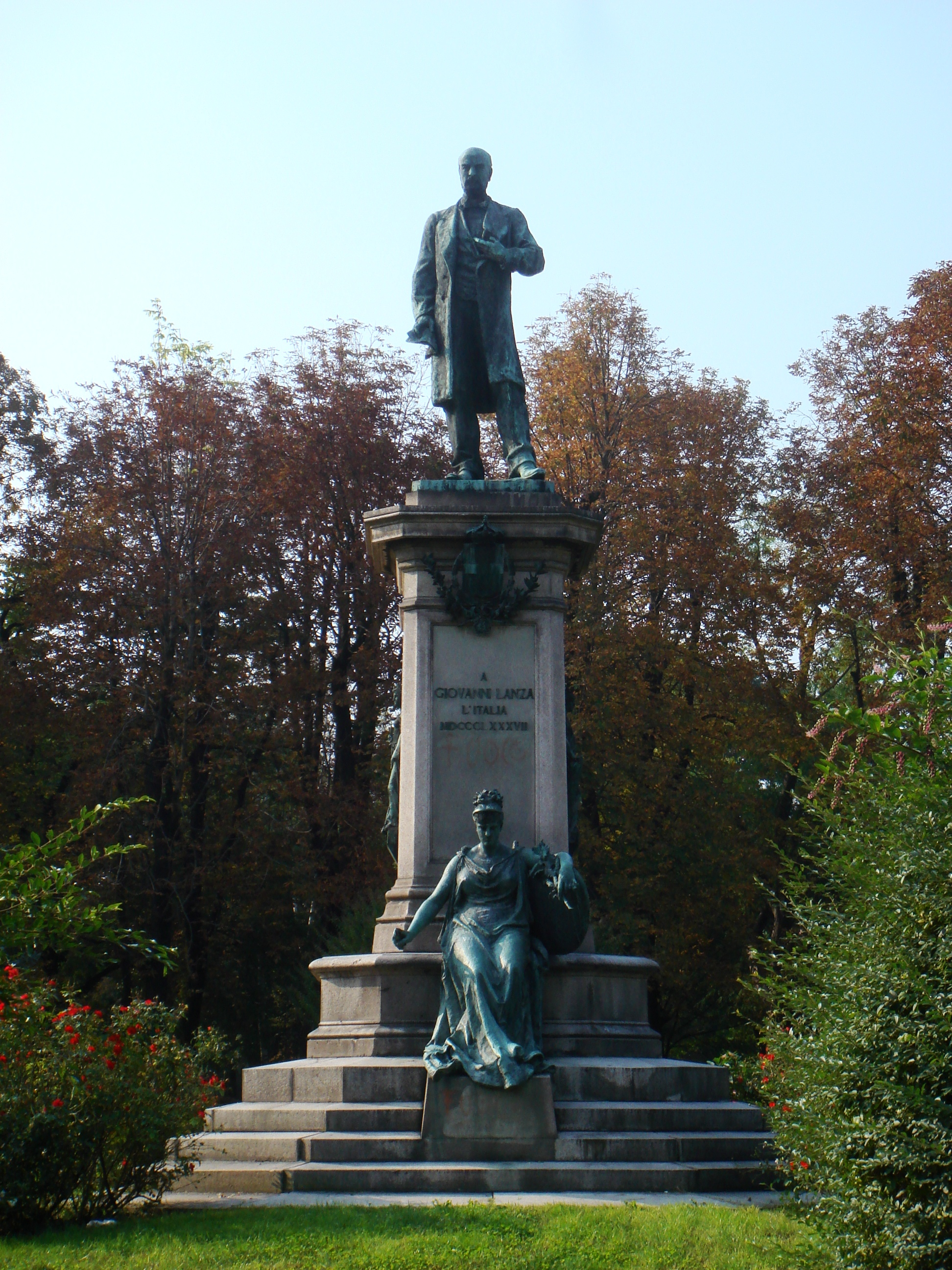
Giovanni Lanza,medico condotto,futuro presidente del Consiglio

Nell'Italia post unitaria si passa da un sistema sanitario ed assistenziale gestito dalla beneficenza privata, dalla carità cristiana a quello dell'assistenza pubblica gestita dalla scienza medica e dai suoi rappresentanti. Le figure dei medici sono sempre più in crescita, e le strade professionali da percorrere sono ben poche, infatti posti di ospedale si offrono a coloro che non vogliono andare in città alla ricerca di una clientela o non possono permettersi la lunga e difficoltosa carriera universitaria, oppure soprattutto i più giovani scelgono di lavorare in condotta, divenendo dipendenti dal comune, prestando assistenza sanitaria gratuita ai poveri e, dietro pagamento dei compensi stabiliti in apposite tariffe, agli altri cittadini soprattutto nelle campagne. Quella ospedaliera è una carriera di sacrificio che comporta l'obbligo di residenza, con alloggio spesato da parte del medico-chirurgo, prima di diventare primario con stipendio raddoppiato.
Invece le condotte offrivano un'offerta di lavoro più concreta ma la figura del medico perdeva gran parte del suo prestigio 
 Versi di Arnaldo Fusinato, che disprezzavano un'istituzione tipicamente italiana , un sistema risalente all'avvento napoleonico in Italia esteso poi a tutto il paese, soprattutto dal lombardo veneto, dove viene integrato con istituzioni ospedaliere e opere pie, e si presenta come un modello per l'unificazione sanitaria dell'Italia post unitaria, ma la figura di questi medici dice Gramsci:
(Da Gli intellettuali e l'organizzazione della cultura)
 . I condotti infatti diventano veri e propri punti di riferimento per la popolazione campestre e si accostano al malato vedendolo come un libro da leggere, Jean-Nicolas Corvisart des Marets dirà a René Laennec:
(Da Storia della medicina)
 Tutto il contrario di ciò che avviene nei centri del sapere medico dove il malato è visto come una macchina con pezzi avariati da sostituire. Il medico condotto diventa l'interlocutore privilegiato per il paziente, e il suo mestiere è connotato da una missione laica, di moralizzazione ed organizzazione della salute.. Il medico proletario diviene un mediatore tra strati popolari e poteri pubblici, come nel caso di Giovanni Lanza, che da medico dei poveri arrivò a ricoprire la carica di parlamentare e ministro.

### Dalla campagna alla città: malattie del progresso
In una Geografia politica dell'Italia si apprende che i medici delle campagne soprattutto in Maremma ebbero a che fare con casi di malaria maremmana prodotta dai terreni sommersi da acque stagnanti e salmastre, anche nella campagna romana si ebbero casi frequenti di malati anemici con ostruzione di fegato e milza verosimilmente malarici. Si ritiene ancora che una specialità nell'atmosfera predispone al morbo e che lo sbilancio della temperatura l'occasiona. Non ancora nell'Italia risorgimentale infatti si attuano opere di bonifica dei terreni infestati dall'agente patogeno responsabile della malaria e devono essere i contadini maremmani piuttosto che laziali a risanare da sé le proprie terre, ignorando il dissesto idrogeologico dell'ambiente.  Altra fonte epidemica è rappresentata dalle acque putride delle risaie ed infatti i medici proposero di sopprimere le risaie portatrici di un complesso febbrile denominato febbri delle risaie che comprendeva febbri reumatiche o febbri tifoidee e dissenteriche.  Molti gli scritti di famosi medici a tal proposito, Memoria sopra la coltivazione del riso nella pianura di Porta,1839, opera di Carlo Matteucci, Sulle questioni sanitarie ed economiche agitate in Italia intorno alle risaie , 1845, opera di Luigi Carlo Farini, in cui si cercava di spiegarne la pericolosità, ma nonostante gli accesi dibattiti la questione fu risolta nel giugno 1866 quando fu approvata una legge che lascia arbitri della questione risicola gli enti locali, infatti se pur dannose le risaie rappresentavano gran parte dell'occupazione italiana.  Altra malattia diffusasi nel ventennio dell'Unità fu la tubercolosi, dovuta non solo alle condizioni ambientali, ma anche allo squilibrio tra alimentazione e fatica, soprattutto in seguito alla nuova fase di industrializzazione che cambia le abitudini del nuovo ceto proletario.  Anche la scolarizzazione favorisce l'espandersi della malattia. Saranno infatti soprattutto donne e bambini a farne le spese, lavorando nei cotonifici e nelle cartiere, dove a causa dall'inalazione delle polveri dovute alla lavorazione del cotone e della carta. La malattia si ritenne ereditaria fino alla scoperta di Robert Koch che ne ravvisa come causa un batterio a forma di bastoncello ricurvo. Dirà Julius Friedrich Cohnheim:
 Come nel caso delle febbri risicole, il dibattito su come trattare tale malattia si accese tra gli esponenti più illustri in campo medico, Edoardo Maragliano, si impegna a trovare delle barriere difensive, antitossiche ed antibatteriche, Biagio Gastaldi propone la climatoterapia alpestre, viene addirittura fondata da Achille De Giovanni la  Lega nazionale contro la tubercolosi  nel 1898.